# Gran Premio de la India de Motociclismo de 2023
El Gran Premio de la India de Motociclismo de 2023 (oficialmente: IndianOil Grand Prix of India) fue la decimotercera prueba del Campeonato del Mundo de Motociclismo de 2023. tuvo lugar en el fin de semana del 22 al 24 de septiembre de 2023 en el Circuito Internacional de Buddh situado en la localidad de Greater Noida, en el estado de Uttar Pradesh, India.
La carrera al sprint de MotoGP fue ganada por  Jorge Martín, seguido de  Francesco Bagnaia y Marc Márquez.
La carrera de MotoGP fue ganada por Marco Bezzecchi , seguido de Jorge Martín y Fabio Quartararo. Pedro Acosta fue el ganador de la prueba de Moto2, por delante de Tony Arbolino y Joe Roberts. La carrera de Moto3 fue ganada por Jaume Masiá, Kaito Toba fue segundo y Ayumu Sasaki tercero.

## Resultados

### Resultados MotoGP

#### Carrera al sprint
| Pos.    | N.º | Piloto                | Equipo                       | Constructor | Vueltas | Tiempo       | Parrilla | Puntos |
| ------- | --- | --------------------- | ---------------------------- | ----------- | ------- | ------------ | -------- | ------ |
| 1       | 89  | Jorge Martín          | Prima Pramac Racing          | Ducati      | 11      | 19:18.836    | 2        | 12     |
| 2       | 1   | Francesco Bagnaia     | Ducati Lenovo Team           | Ducati      | 11      | +1.389       | 3        | 9      |
| 3       | 93  | Marc Márquez          | Repsol Honda Team            | Honda       | 11      | +2.405       | 6        | 7      |
| 4       | 33  | Brad Binder           | Red Bull KTM Factory Racing  | KTM         | 11      | +2.904       | 13       | 6      |
| 5       | 72  | Marco Bezzecchi       | Mooney VR46 Racing Team      | Ducati      | 11      | +3.266       | 1        | 5      |
| 6       | 20  | Fabio Quartararo      | Monster Energy Yamaha MotoGP | Yamaha      | 11      | +4.327       | 8        | 4      |
| 7       | 43  | Jack Miller           | Red Bull KTM Factory Racing  | KTM         | 11      | +7.172       | 15       | 3      |
| 8       | 12  | Maverick Viñales      | Aprilia Racing               | Aprilia     | 11      | +8.798       | 9        | 2      |
| 9       | 25  | Raúl Fernández        | CryptoData RNF MotoGP Team   | Aprilia     | 11      | +10.530      | 11       | 1      |
| 10      | 49  | Fabio Di Giannantonio | Gresini Racing MotoGP        | Ducati      | 11      | +10.826      | 12       |        |
| 11      | 37  | Augusto Fernández     | GasGas Factory Racing Tech3  | KTM         | 11      | +11.456      | 17       |        |
| 12      | 88  | Miguel Oliveira       | CryptoData RNF MotoGP Team   | Aprilia     | 11      | +15.415      | 18       |        |
| 13      | 30  | Takaaki Nakagami      | LCR Honda Idemitsu           | Honda       | 11      | +17.437      | 14       |        |
| 14      | 51  | Michele Pirro         | Ducati Lenovo Team           | Ducati      | 11      | +23.714      | 21       |        |
| 15      | 21  | Franco Morbidelli     | Monster Energy Yamaha MotoGP | Yamaha      | 11      | +36.468      | 16       |        |
| Ret     | 41  | Aleix Espargaró       | Aprilia Racing               | Aprilia     | 7       | Caída        | 10       |        |
| Ret     | 5   | Johann Zarco          | Prima Pramac Racing          | Ducati      | 6       | Caída        | 7        |        |
| Ret     | 36  | Joan Mir              | Repsol Honda Team            | Honda       | 3       | Caída        | 5        |        |
| Ret     | 10  | Luca Marini           | Mooney VR46 Racing Team      | Ducati      | 0       | Colisión     | 4        |        |
| Ret     | 44  | Pol Espargaró         | GasGas Factory Racing Tech3  | KTM         | 0       | Colisión     | 19       |        |
| Ret     | 6   | Stefan Bradl          | LCR Honda Castrol            | Honda       | 0       | Colisión     | 20       |        |
| DNS     | 73  | Álex Márquez          | Gresini Racing MotoGP        | Ducati      |         | No participó |          |        |
| 1.      |     |                       |                              |             |         |              |          |        |
| Fuente: |     |                       |                              |             |         |              |          |        |

#### Carrera larga
| Pos.    | N.º | Piloto                | Equipo                       | Constructor | Vueltas | Tiempo        | Parrilla | Puntos |
| ------- | --- | --------------------- | ---------------------------- | ----------- | ------- | ------------- | -------- | ------ |
| 1       | 72  | Marco Bezzecchi       | Mooney VR46 Racing Team      | Ducati      | 21      | 36:59.157     | 1        | 25     |
| 2       | 89  | Jorge Martín          | Prima Pramac Racing          | Ducati      | 21      | +8.649        | 2        | 20     |
| 3       | 20  | Fabio Quartararo      | Monster Energy Yamaha MotoGP | Yamaha      | 21      | +8.855        | 7        | 16     |
| 4       | 33  | Brad Binder           | Red Bull KTM Factory Racing  | KTM         | 21      | +12.643       | 12       | 13     |
| 5       | 36  | Joan Mir              | Repsol Honda Team            | Honda       | 21      | +13.214       | 4        | 11     |
| 6       | 5   | Johann Zarco          | Prima Pramac Racing          | Ducati      | 21      | +14.673       | 6        | 10     |
| 7       | 21  | Franco Morbidelli     | Monster Energy Yamaha MotoGP | Yamaha      | 21      | +16.946       | 15       | 9      |
| 8       | 12  | Maverick Viñales      | Aprilia Racing               | Aprilia     | 21      | +17.191       | 8        | 8      |
| 9       | 93  | Marc Márquez          | Repsol Honda Team            | Honda       | 21      | +19.118       | 5        | 7      |
| 10      | 25  | Raúl Fernández        | CryptoDATA RNF MotoGP Team   | Aprilia     | 21      | +26.504       | 10       | 6      |
| 11      | 30  | Takaaki Nakagami      | LCR Honda Idemitsu           | Honda       | 21      | +28.521       | 13       | 5      |
| 12      | 88  | Miguel Oliveira       | CryptoDATA RNF MotoGP Team   | Aprilia     | 21      | +29.088       | 17       | 4      |
| 13      | 44  | Pol Espargaró         | GasGas Factory Racing Tech3  | KTM         | 21      | +29.728       | 18       | 3      |
| 14      | 43  | Jack Miller           | Red Bull KTM Factory Racing  | KTM         | 21      | +31.324       | 14       | 2      |
| 15      | 6   | Stefan Bradl          | LCR Honda Castrol            | Honda       | 21      | +35.782       | 19       | 1      |
| 16      | 51  | Michele Pirro         | Ducati Lenovo Team           | Ducati      | 21      | +49.242       | 20       |        |
| Ret     | 49  | Fabio Di Giannantonio | Gresini Racing MotoGP        | Ducati      | 19      | Shoulder pain | 11       |        |
| Ret     | 1   | Francesco Bagnaia     | Ducati Lenovo Team           | Ducati      | 13      | Caída         | 3        |        |
| Ret     | 41  | Aleix Espargaró       | Aprilia Racing               | Aprilia     | 11      | Electronics   | 9        |        |
| Ret     | 37  | Augusto Fernández     | GasGas Factory Racing Tech3  | KTM         | 6       | Mechanical    | 16       |        |
| DNS     | 10  | Luca Marini           | Mooney VR46 Racing Team      | Ducati      |         | No participó  |          |        |
| DNS     | 73  | Álex Márquez          | Gresini Racing MotoGP        | Ducati      |         | No participó  |          |        |
| 1.      |     |                       |                              |             |         |               |          |        |
| Fuente: |     |                       |                              |             |         |               |          |        |

### Resultados Moto2
La carrera estaba inicialmente prevista a 18 vueltas, pero tras la bandera roja en la primera curva de la primera vuelta. Se reinicio a 12 vueltas con la parrilla inicial.
| Pos.    | N.º | Piloto                  | Constructor | Vueltas | Tiempo              | Parrilla | Puntos |
| ------- | --- | ----------------------- | ----------- | ------- | ------------------- | -------- | ------ |
| 1       | 37  | Pedro Acosta            | Kalex       | 12      | 22:29.844           | 2        | 25     |
| 2       | 14  | Tony Arbolino           | Kalex       | 12      | +3.543              | 7        | 20     |
| 3       | 16  | Joe Roberts             | Kalex       | 12      | +6.506              | 8        | 16     |
| 4       | 11  | Sergio García           | Kalex       | 12      | +7.377              | 3        | 13     |
| 5       | 18  | Manuel González         | Kalex       | 12      | +7.903              | 16       | 11     |
| 6       | 84  | Zonta van den Goorbergh | Kalex       | 12      | +11.437             | 4        | 10     |
| 7       | 15  | Darryn Binder           | Kalex       | 12      | +11.644             | 5        | 9      |
| 8       | 7   | Barry Baltus            | Kalex       | 12      | +12.225             | 13       | 8      |
| 9       | 24  | Marcos Ramírez          | Kalex       | 12      | +12.578             | 11       | 7      |
| 10      | 12  | Filip Salač             | Kalex       | 12      | +12.790             | 17       | 6      |
| 11      | 71  | Dennis Foggia           | Kalex       | 12      | +13.262             | 18       | 5      |
| 12      | 54  | Fermín Aldeguer         | Boscoscuro  | 12      | +14.051             | 21       | 4      |
| 13      | 28  | Izan Guevara            | Kalex       | 12      | +15.250             | 26       | 3      |
| 14      | 75  | Albert Arenas           | Kalex       | 12      | +20.917             | 29       | 2      |
| 15      | 4   | Sean Dylan Kelly        | Forward     | 12      | +23.286             | 25       | 1      |
| 16      | 72  | Borja Gómez             | Kalex       | 12      | +27.210             | 27       |        |
| 17      | 67  | Alberto Surra           | Forward     | 12      | +28.219             | 28       |        |
| 18      | 64  | Bo Bendsneyder          | Kalex       | 12      | +33.145             | 23       |        |
| 19      | 22  | Sam Lowes               | Kalex       | 12      | +54.448             | 12       |        |
| 20      | 33  | Rory Skinner            | Kalex       | 12      | +1:06.071           | 22       |        |
| 21      | 79  | Ai Ogura                | Kalex       | 11      | +1 vuelta           | 15       |        |
| 22      | 21  | Alonso López            | Boscoscuro  | 11      | +1 vuelta           | 6        |        |
| 23      | 23  | Taiga Hada              | Kalex       | 9       | +3 vueltas          | 19       |        |
| Ret     | 5   | Kohta Nozane            | Kalex       | 11      | Caída               | 24       |        |
| Ret     | 52  | Jeremy Alcoba           | Kalex       | 8       | Caída               | 14       |        |
| Ret     | 96  | Jake Dixon              | Kalex       | 3       | Caída               | 1        |        |
| Ret     | 40  | Arón Canet              | Kalex       | 1       | Caída               | 20       |        |
| Ret     | 35  | Somkiat Chantra         | Kalex       | 0       | Caída               | 9        |        |
| DNS     | 13  | Celestino Vietti        | Kalex       |         | No retomó la salida | 10       |        |
| DNS     | 3   | Lukas Tulovic           | Kalex       |         | No participó        |          |        |
| 1.      |     |                         |             |         |                     |          |        |
| Fuente: |     |                         |             |         |                     |          |        |

### Resultados Moto3
| Pos.    | N.º | Piloto             | Constructor | Vueltas | Tiempo          | Parrilla | Puntos |
| ------- | --- | ------------------ | ----------- | ------- | --------------- | -------- | ------ |
| 1       | 5   | Jaume Masià        | Honda       | 16      | 31:58.245       | 1        | 25     |
| 2       | 27  | Kaito Toba         | Honda       | 16      | +5.477          | 5        | 20     |
| 3       | 71  | Ayumu Sasaki       | Husqvarna   | 16      | +5.784          | 3        | 16     |
| 4       | 96  | Daniel Holgado     | KTM         | 16      | +8.117          | 18       | 13     |
| 5       | 11  | David Alonso       | Gas Gas     | 16      | +8.240          | 17       | 11     |
| 6       | 44  | David Muñoz        | KTM         | 16      | +9.426          | 14       | 10     |
| 7       | 54  | Riccardo Rossi     | Honda       | 16      | +9.430          | 13       | 9      |
| 8       | 48  | Iván Ortolá        | KTM         | 16      | +11.635         | 12       | 8      |
| 9       | 82  | Stefano Nepa       | KTM         | 16      | +12.409         | 7        | 7      |
| 10      | 99  | José Antonio Rueda | KTM         | 16      | +16.106         | 16       | 6      |
| 11      | 7   | Filippo Farioli    | KTM         | 16      | +16.323         | 19       | 5      |
| 12      | 43  | Xavier Artigas     | CFMoto      | 16      | +16.431         | 22       | 4      |
| 13      | 10  | Diogo Moreira      | KTM         | 16      | +19.304         | 6        | 3      |
| 14      | 53  | Deniz Öncü         | KTM         | 16      | +22.933         | 28       | 2      |
| 15      | 6   | Ryusei Yamanaka    | Gas Gas     | 16      | +26.053         | 11       | 1      |
| 16      | 70  | Joshua Whatley     | Honda       | 16      | +30.601         | 21       |        |
| 17      | 20  | Lorenzo Fellon     | KTM         | 16      | +35.035         | 26       |        |
| 18      | 64  | Mario Aji          | Honda       | 16      | +35.196         | 23       |        |
| 19      | 22  | Ana Carrasco       | KTM         | 16      | +35.375         | 24       |        |
| 20      | 57  | Danial Shahril     | Honda       | 16      | +44.212         | 25       |        |
| 21      | 63  | Syarifuddin Azman  | KTM         | 16      | +48.431         | 20       |        |
| Ret     | 95  | Collin Veijer      | Husqvarna   | 15      | Caída           | 9        |        |
| Ret     | 72  | Taiyo Furusato     | Honda       | 11      | Caída           | 8        |        |
| Ret     | 19  | Scott Ogden        | Honda       | 10      | Colisión        | 4        |        |
| Ret     | 24  | Tatsuki Suzuki     | Honda       | 10      | Colisión        | 27       |        |
| Ret     | 38  | David Salvador     | KTM         | 4       | Caída           | 10       |        |
| Ret     | 18  | Matteo Bertelle    | Honda       | 3       | Caída           | 2        |        |
| Ret     | 66  | Joel Kelso         | CFMoto      | 1       | Caída           | 15       |        |
| DNS     | 5   | Romano Fenati      | Honda       |         | No participó    |          |        |
| DNQ     | 3   | KY Ahamed          | Honda       |         | No se clasificó |          |        |
| 1. 2.   |     |                    |             |         |                 |          |        |
| Fuente: |     |                    |             |         |                 |          |        |